# De Faam
De Faam was een fabriek van suikerwerken, drop en pepermunt in Breda. Met een dependance in Hank aan de Buitendijk waar de drop en pepermunt verwerkt werd tot rolletjes. 

## Geschiedenis
De grondlegger van het bedrijf is Henricus de Bont, die een bakkerij bezat aan de Catharinastraat. Hij produceerde sedert 1838 al suikerwerken en pepermunt. In 1851 werd het bedrijf overgenomen door Henricus' zoon Petrus de Bont. Deze ontwierp een machine voor de productie van Engelse pepermunt. Op dit "werktuig tot het vervaardigen van pepermunt" werd in 1858 octrooi verleend door koning Willem III. De pepermuntjes kregen het stempel "De Faam", naar de Romeinse godin Fama, die aanvankelijk ook als beeldmerk figureerde. De versnaperingen werden naar tal van landen geëxporteerd.
Petrus' zoons Piet en Hedri betrokken in 1881 een nieuwe fabriek aan de Middellaan, alwaar een stoommachine in gebruik werd genomen. Aldus ontstond een bedrijf met de naam Stoom-Chocolade-en-Pepermunt en Suikerwerkfabriek P.A. de Bont. Beide zoons hielpen ook bij de oprichting van Kwatta in 1883. In 1912 kwam De Faam op een nieuwe locatie, en wel aan de Liniestraat, waar het bedrijf zich nog steeds bevindt. De kenmerkende schoorsteen met de naam De Faam in witte letters is nog steeds aanwezig.
In 1964 kwam De Faam in handen van de Engelse firma Bassett Food. In 1988 werd de Harlingse suikerwerkfabriek Frisia overgenomen, een bedrijf dat in 1899 was opgericht. In 1989 werd Bassett op zijn beurt overgenomen door Cadbury Schweppes. De Faam ging Cadbury Faam heten. In 1999 verkocht Cadbury de bedrijven in Breda en Harlingen aan Astra Sweets. De Faam en Frisia gingen beide verder onder de naam Astra Faam.
Op 1 januari 2014 sloot de Bredase fabriek de poorten. Als reden werd de verscherpte concurrentie, de hoge grondstofprijzen en het verouderde bedrijfsgebouw opgegeven. Thans dient het gebouw voor ontmoetingen, werk, educatie en vrije tijd en draagt het de naam "Talentenfabriek De Faam".